# Benedikt Nicolay
Benedikt Nicolay (* 22. Februar 1991 in Frankfurt am Main) ist ein deutscher Basketballspieler.
Nicolay wurde mit einer Doppellizenz bei den Skyliners Frankfurt und der Pro B ausgestattet. In der Pro-B-Saison 2010/11 erzielt er bisher 4,1 Punkte und 1,7  Rebounds pro Partie.